# Thomas Morstead
(en) Statistiques sur pro-football-reference
Thomas James Morstead, né le 8 mars 1986 est un sportif professionnel américain de football américain qui joue au poste de punter dans la National Football League (NFL) depuis la saison 2009 et actuellement pour les Jets de New York.
Au niveau universitaire, il a joué pour les Mustangs de l'université méthodiste du Sud pendant cinq saisons (2004-2008) dans la NCAA Division I FBS et sa Conference USA (C-USA).
Il est ensuite sélectionné en 164e choix lors du cinquième tour de la draft 2009 de la NFL par la franchise des Saints de La Nouvelle-Orléans avec qui il remporte le Super Bowl XLIV au terme de la saison 2009. Après douze saison, il rejoint les Jets de New York (2021), les Falcons d'Atlanta (2021), les Dolphins de Miami (2022) avant de retourner en 2023 chez les Jets.

## Biographie

### Jeunesse
Morstead naît à Houston, au Texas, et grandit dans une banlieue proche de Pearland, également au Texas. Il a un frère, Patrick. Il fréquente le lycée de Pearland et gagne des lettres d'honneur dans le football américain. En football, en tant que senior, Morstead reçoit les honneurs de la deuxième équipe All-District et a été nommé MVP des équipes spéciales du comté de Brazoria. Il est également membre de la National Honor Society, ajoutant les honneurs académiques All-State.

### Carrière universitaire
Morstead s'inscrit à l'université méthodiste du Sud en 2004, refusant les offres de bourses d'études de Texas Christian, Rice, Texas et du Missouri, mais passe la saison avec le statut de redshirt. Il est inscrit au tableau d'honneur académique de la Conference USA (C-USA) en 2005, mais n'a jamais participé à un match. En 2006, Morstead reprend les tâches de kicker et de punter, ce qui lui vaut une sélection dans la troisième équipe All-Conference USA. Il mène la ligue et se classe 15e au pays pour punts, avec une moyenne de 43,82 yards en cinquante tentatives, la meilleure moyenne d'un joueur de SMU depuis que Craig James (en) a atteint une moyenne de 44,9 yards en 1982. Il marque 13 des 18 tentatives de field goal et 34 des 35 extra points (PAT), pour un total de 73 points. Il effectue également un tackle en solo.
En deuxième année, Morstead est choisi par consensus dans l'équipe première All-Conference USA et obtient également les honneurs académiques de la ligue. Il marque 82 points et établit le record de la ligue en une saison en réalisant les 43 tentatives de PAT, puisqu'il réussit également 13 des 20 field goals. En 2008, Morstead se concentre davantage sur le punting directionnel. Une mention d'honneur All-Conference USA pour avoir atteint une moyenne de 41,78 yards en 59 punts, dont seulement 19 sont retournés, les Mustangs se classant troisième de la ligue avec une moyenne de 37,22 yards. Il réussit 11 des 15 field goals, 29 des 30 points supplémentaires et accumule 62 points.
| Année  | Équipe          | Statut | MJ |        | Field goals | Field goals | Field goals | Field goals |         | Extra Points | Extra Points | Extra Points |      | Punt | Punt | Punt |
| Année  | Équipe          | Statut | MJ | Tentés | Réussis     | %           | Long        | Tentés      | Réussis | %            | Tentés       | Yards        | Moy. |      |      |      |
| 2006   | Mustangs de SMU | SO     | 12 | 18     | 13          | 72,2        | -           | 035         | 034     | 097,1        | 050          | 2 191        | 43,8 |      |      |      |
| 2007   | Mustangs de SMU | JR     | 12 | 20     | 13          | 65,0        | -           | 043         | 043     | 100,0        | 057          | 2 545        | 44,6 |      |      |      |
| 2008   | Mustangs de SMU | SR     | 12 | 15     | 11          | 73,3        | -           | 030         | 029     | 096,7        | 059          | 2 465        | 41,8 |      |      |      |
| Totaux | Totaux          | Totaux | 36 | 53     | 37          | 69,8        | -           | 108         | 106     | 098,1        | 166          | 7 201        | 43,4 |      |      |      |

### Carrière professionnelle

#### Draft
Morstead est choisi en 164e choix global lors du cinquième tour de la draft 2009 de la NFL par la franchise des Saints de La Nouvelle-Orléans. Il est le deuxième punter choisi en 2009, après Kevin Huber (en) (par les Bengals de Cincinnati).

#### Saints de La Nouvelle-Orléans
Morstead est préféré à Glenn Pakulak (en) pour le poste de punter titulaire des Saints en 2009. Il joue un rôle essentiel dans la victoire sur les Colts d'Indianapolis au Super Bowl XLIV. Il exécute un onside kick lors du coup d'envoi de la deuxième mi-temps. Les Saints récupèrent le ballon et convertissent cette possession en touchdown et une avance de 13 à 10. Les Saints remportent finalement le match 31-17. Morstead détient actuellement le record du plus grand nombre de touchbacks en un seul match (9 lors de la défaite 62-7 des Colts d'Indianapolis le 23 octobre 2011) et le record du plus grand nombre de touchbacks en une seule saison (68 en 2011).
En juillet 2012, les Saints signent avec Morstead une prolongation de contrat de six ans pour un montant de 21,9 millions de dollars, faisant de lui le deuxième punter le mieux payé de la ligue, après Shane Lechler des Raiders d'Oakland. Il connaît ensuite une saison exceptionnelle, menant la ligue en termes de nombre de yards par match, et est élu au Pro Bowl.
Avant la saison 2014, Morstead est nommé capitaine des équipes spéciales des Saints, et il conserve le titre en 2015.
Lors du match de division de la NFC contre les Vikings du Minnesota, Morstead se déchire le cartilage de sa cage thoracique après avoir effectué un plaquage dans le premier quart-temps, mais il est resté dans le match. Les Vikings marquent le touchdown gagnant dans les dernières secondes du match, et les deux équipes ont supposé que le match était terminé, les joueurs des Saints se dirigeant vers les vestiaires, mais Morstead est le premier joueur à revenir sur le terrain pour la tentative de point supplémentaire,. Les fans des Vikings ont été impressionnés par la ténacité et l'esprit sportif dont a fait preuve Morstead lors de la défaite. Un groupe de Reddit dédié aux Vikings a donc fait don de plus de 140 000 dollars à son association caritative en moins de 24 heures, et Morstead a présenté les dons à l'hôpital pour enfants du Minnesota.
Le 16 mars 2018, Morstead signe une prolongation de contrat de cinq ans avec les Saints.
Au cours de la troisième semaine de la saison 2019, Morstead réussit quatre de ses six punts dans la ligne des 20 yards lors d'une victoire 33-27 sur les Seahawks de Seattle, ce qui lui a valu le titre de joueur de la semaine des équipes spéciales de la NFC. En semaine 6, Morstead réussit cinq de ses six punts à l'intérieur de la ligne des 20 yards dont un de 51 yards dans une victoire de 13-6 contre les Jaguars de Jacksonville, ce qui lui vaut son deuxième titre de Joueur de la semaine des équipes spéciales de la NFC en 2019. Il est également nommé Joueur du mois de septembre des équipes spéciales de la NFC.
Depuis 2017, il fait partie du comité exécutif de la National Football League Players Association en compagnie de joueurs comme Adam Vinatieri, Benjamin Watson, Lorenzo Alexander, Mark Herzlich, Richard Sherman, Sam Acho, Michael Thomas, Russell Okung et Zak DeOssie.

#### Jets de New York
Le 14 septembre 2021, Morstead signe avec les Jets de New York afin de remplacer Braden Mann (en) blessé. Il est libéré le 8 novembre.

#### Falcons d'Atlanta
Le 23 novembre 2021, Morstead signed avec les Falcons d'Atlanta.
À l'occasion de son premier match pour Atlanta en 12e semaine (victoire 21 à 14 contre les Jaguars), Morstead effectue trois de ses cinq punts dans la zone des 22 yards adverses ce qui lui vaut d'être désigné meilleur joueur des équipes spéciales de la semaine en NFC. Il est également désigne plus tard meilleur joueur des équipes spéciales du mois de décembre. En 2021, il a effectué 45 punts avec une moyenne de 47,18 yards par punt.

#### Dolphins de Miami
Le 8 avril 2022, Morstead signe avec les Dolphins de Miami.
En 3e semaine contre les Bills, Morstead a par inadvertance provoqué un safety contre son camps en tirant un punt depuis sa zone d'en-but dans les fesses de son coéquipier Trent Sherfield (en). Cette action est devenue virale, et est désormais connue sous le nom de « Butt Punt »,. Au cours de la saison 2022, Morstead a effectué 61 punts avec une moyenne de 46,36 yards par punt.

#### Jets de New York
Le 7 avril 2023, Morstead signe avec les Jets de New York.
Au cours du match de la 8e semaine contre les Giants, Morstead botte 11 punts (moyenne de 48,1 yards), trois de ces punts arrivant dans la ligne des cinq yards adverses ce qui a permis aux Jets de sécuriser leur victoire 13 à 13,. Pour cette performance, il est désigné meilleur joueur des équipes spéciales de la semaine en AFC.
Le 14 mars 2024, Morstead signe une prolongation de contrat avec les Jets.

## Statistiques
| Année  | Équipe                        | MJ  |                | Kick off       | Kick off       | Kick off       |                | Punt           | Punt           | Punt           |
| Année  | Équipe                        | MJ  | Tentés         | Moy.           | TB             | Tentés         | Yards          | Moy.           |                |                |
| 2009   | Saints de La Nouvelle-Orléans | 16  | 101            | 66,7           | 27             | 58             | 2 528          | 43,6           |                |                |
| 2010   | Saints de La Nouvelle-Orléans | 16  | 049            | 67,7           | 10             | 57             | 2 618          | 45,9           |                |                |
| 2011   | Saints de La Nouvelle-Orléans | 16  | 105            | 64,8           | 68             | 46             | 2 224          | 48,3           |                |                |
| 2012   | Saints de La Nouvelle-Orléans | 16  | 090            | 63,3           | 45             | 74             | 3 707          | 50,1           |                |                |
| 2013   | Saints de La Nouvelle-Orléans | 16  | 086            | 64,7           | 52             | 61             | 2 859          | 46,9           |                |                |
| 2014   | Saints de La Nouvelle-Orléans | 16  | 079            | 66,3           | 40             | 58             | 2 690          | 46,4           |                |                |
| 2015   | Saints de La Nouvelle-Orléans | 16  | 023            | 63,3           | 16             | 56             | 2 551          | 45,6           |                |                |
| 2016   | Saints de La Nouvelle-Orléans | 16  | 0              | 00,0           | 0              | 57             | 2 751          | 48,3           |                |                |
| 2017   | Saints de La Nouvelle-Orléans | 16  | 0              | 65,0           | 01             | 60             | 2 822          | 47,0           |                |                |
| 2018   | Saints de La Nouvelle-Orléans | 16  | 02             | 47,5           | 0              | 43             | 1 996          | 46,4           |                |                |
| 2019   | Saints de La Nouvelle-Orléans | 16  | 01             | 46,0           | 0              | 60             | 2 770          | 46,2           |                |                |
| 2020   | Saints de La Nouvelle-Orléans | 16  | 01             | 33,0           | 0              | 62             | 2 674          | 43,1           |                |                |
| 2021   | Jets de New York              | 07  | -              | -              | -              | 23             | 1 108          | 48,2           |                |                |
| 2021   | Falcons d'Atlanta             | 07  | -              | -              | -              | 22             | 1 015          | 46,1           |                |                |
| 2022   | Dolphins de Miami             | 17  | 02             | 73,5           | 0              | 61             | 2 828          | 46,4           |                |                |
| 2023   | Jets de New York              | 17  | 06             | 54,2           | 02             | 99             | 4 831          | 48,8           |                |                |
| 2024   | Jets de New York              | ?   | Saison à venir | Saison à venir | Saison à venir | Saison à venir | Saison à venir | Saison à venir | Saison à venir | Saison à venir |
| Totaux | Totaux                        | 238 | 546            | 65,1           | 261            | 897            | 41 972         | 46,8           |                |                |

| Année  | Équipe                        | MJ |        | Punt  | Punt | Punt |
| Année  | Équipe                        | MJ | Tentés | Yards | Moy. |      |
| 2009   | Saints de La Nouvelle-Orléans | 3  | 13     | 618   | 47,5 |      |
| 2010   | Saints de La Nouvelle-Orléans | 1  | 04     | 191   | 47,8 |      |
| 2011   | Saints de La Nouvelle-Orléans | 2  | 05     | 227   | 45,4 |      |
| 2013   | Saints de La Nouvelle-Orléans | 2  | 07     | 260   | 37,1 |      |
| 2017   | Saints de La Nouvelle-Orléans | 2  | 08     | 375   | 46,9 |      |
| 2018   | Saints de La Nouvelle-Orléans | 2  | 07     | 305   | 43,6 |      |
| 2019   | Saints de La Nouvelle-Orléans | 1  | 05     | 229   | 45,8 |      |
| 2020   | Saints de La Nouvelle-Orléans | 2  | 05     | 200   | 40,0 |      |
| 2022   | Dolphins de Miami             | 1  | 06     | 262   | 43,7 |      |
| Totaux | Totaux                        | 16 | 60     | 2 667 | 44,5 |      |